# Carla Vasio
Carla Vasio (Venezia, 12 febbraio 1923) è una scrittrice e poetessa italiana.

## Biografia
Visse i primi anni di vita a Venezia che lasciò per Roma nel 1934 a seguito del padre, giornalista del Gazzettino. Studiò al liceo Mamiani e si laureò in storia della musica. Esponente della neoavanguardia (partecipò all'esperienza del Gruppo '63), dopo aver pubblicato il romanzo L'Orizzonte con l'editore Feltrinelli, con cui nel 1966 ha vinto il Premio Internazionale Charles Veillon (Prix Charles Veillon), si è dedicata per anni all'arte, sostenendo l'astrattismo, e ha gestito la Libreria dell'Oca di Roma. Si è poi trasferita in Giappone, e da questo periodo ha iniziato a comporre haiku, di cui si è anche occupata come curatrice di raccolte. Ha vinto il Premio Feronia-Città di Fiano per la narrativa nel 1999. In Vita privata di una cultura riunisce i suoi ricordi delle persone che ha conosciuto, tra cui i membri del Gruppo '63 (pag. 13-40 e 114-116), Henri Michaux  (pag. 45-49), Angelo Maria Ripellino  (pag. 55-59),  Carlo Emilio Gadda e Giorgio Manganelli (pag. 60-63), Amelia Rosselli (pag. 64-68), Gillo Dorfles (pag. 74-77), Enzo Mari (pag. 79-82), Italo Calvino (pag. 83-84), Ungaretti (pag. 90-93), Fernanda Pivano e Allen Ginsberg (pag. 103-104), Rossana Rossanda  (pag. 110-111), Giacinto Scelsi (pag. 135-163), gli psicanalisti junghiani Ernst Bernhard, col quale fu in analisi per diverso tempo, (pag. 167-170) e Aline Valangin (pag. 171-177), Goffredo Petrassi (pag. 180-182), Alvin Curran (pag. 183-185) e molti altri. Ernst Bernhard la propose così a Bobi Bazlen come potenziale traduttrice per Adelphi: "molto fine, colta e probabilmente bravissima." .

## Opere

### Curatele
- La vita in gioco di Gianfranco Mingozzi, Roma, Cooperativa Prove 10, 1976
- Ideogramma come poesia, Torino, Flaminia, 1984 (con Mirella Bentivoglio)
- Se fossi il re di un'isola deserta: poeti giapponesi contemporanei, Roma, Empiria, 1999

### Narrativa
- Il Pescatore di Miti con opere di Achille Perilli, Roma, L'Esperienza Moderna, 1957
- La foresta e la fine, Roma, Grafica, 1961
- Le Centodue Parole con opere di Achille Perilli, Roma, L'Esperienza Moderna, 1962
- L'orizzonte, Milano, Feltrinelli, 1966; ristampato Roma, Edizioni Polìmata, 2011
- L'anamorfosi: un racconto gotico, Roma, Cooperativa Prove 10, 1973
- Romanzo storico, Milano, Milano libri, 1974
- I Have a Dream Today con disegni di Giulio Turcato, Roma, Edizioni Carte Segrete, 1979
- Esercizio indiscreto, Roma, Edizioni di San Marco, 1987
- Spazi oscuri, Roma, Empiria, 1988
- SOS mamma, Fasano, Schena, 1994
- Giovannino dei draghi, Firenze, Lisciani & Giunti, 1995
- Come la Luna dietro le nuvole, Torino, Einaudi, 1996
- Laguna, Torino, Einaudi, 1998
- Invisibile: Viviana e le visioni, Roma, Empiria, 2003
- Labirinti di mare, Bari, Palomar, 2008
- La più grande anamorfosi del mondo, Bari, Palomar, 2009
- Vita privata di una cultura, Roma, Nottetempo, 2013
- Piccoli Impedimenti alla Felicità, Roma, Nottetempo, 2015
- Tuono di Mezzanotte, Roma, Nottetempo,2017

### Poesia
- Blasone corporale, Roma, Empiria, 1989
- Ballate scostumate, Roma, Le impronte degli uccelli, 2007

### Saggistica
- Goffredo Petrassi Autoritratto, Roma-Bari, Laterza, 1991; ristampato come Autoritratto di Goffredo Petrassi, Modena, Mucchi Editore, 2017

### Traduzioni
- Henri Michaux, Altrove, Milano, Rizzoli, 1966 (con Liliana Magrini)